# Joseph Prestwich

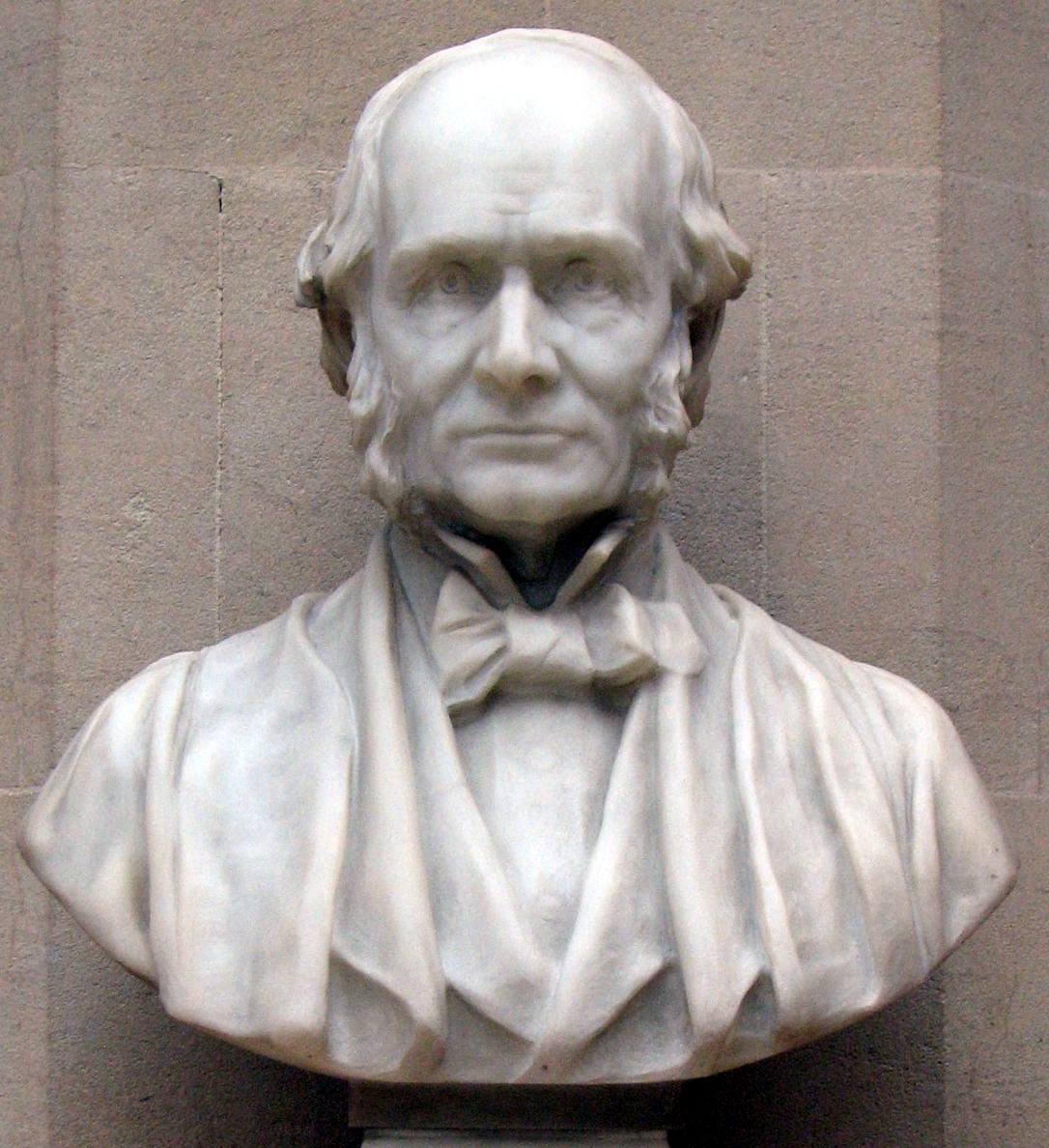
Büste von Prestwich im Museum der Oxford University

Sir Joseph Prestwich FRS, (* 12. März 1812 in Pensbury, Clapham; † 23. Juni 1896 in Shoreham, Kent) war ein britischer Geologe und Unternehmer, bekannt als Experte für das Tertiär und Quartär sowie für die Bestätigung der Steinwerkzeug-Funde von Boucher de Perthes in St. Acheul (ein Vorort von Amiens), die das hohe Alter der Entwicklung der Hominini bewiesen.

## Leben
Prestwich erhielt seine Erziehung in Paris und Reading, bevor er am University College London Chemie und Naturphilosophie studierte. Dort war er ein eifriger Besucher der geologischen und mineralogischen Sammlung des Museums der Universität. 1830 begann er, im Weinhandel der Familie mitzuarbeiten – eine Arbeit, die er neben seiner Tätigkeit als Geologe bis ins Jahr 1872 ausübte. Diese Arbeit brachte es mit sich, dass er ausgedehnte Reisen quer durch das Vereinigte Königreich und jenseits des Ärmelkanals in Frankreich und Belgien unternehmen musste. Auf seinen Reisen machte er zahlreiche geologische Beobachtungen und suchte die Bekanntschaft der dort tätigen Geologen. 1833 wurde er Mitglied der Geological Society of London.
Ausgangs der 1860er Jahre diente Prestwich bei der Royal Coal Commission und der Royal Commission on the Metropolitan Water Supply. 1870 heiratete er Grace Anne McCall, die Nichte seines Freundes Hugh Falconer. Nach seinem Rückzug aus dem Weinhandel wurde er 1874 auf den Lehrstuhl für Geologie der University of Oxford berufen, den er bis zu seinem Ruhestand im Jahr 1888 innehatte. Nach der Emeritierung zog er sich nach Darent Hulme zurück, sein Haus in Shoreham, wo er bis zu seinem Tod im Jahr 1896 seine geologischen Studien weiter betrieb.

## Wirken
Prestwichs erste Arbeiten spiegelten seine häufigen Reisen wider: sie beschäftigten sich mit der Geologie in der Umgebung von Gamrie in Banffshire, Schottland, und Säugetierresten in der Gegend von Épernay in Nordfrankreich. Die beiden Arbeiten wurden jedoch erst 1837 veröffentlicht. Einen Namen als Geologe machte sich Prestwich mit der 1840 erschienenen Arbeit über die Geologie von Coalbrookdale (Geology of Coalbrookdale, mit Illustrationen von John Morris), der ersten Monographie über einen englischen Kohlebergbaubezirk. Sie basierte auf Forschungen, die er 1831 und 1832 unternommen hatte. Ab 1846 wandte er sich den Tertiärablagerungen des Londoner Beckens zu, die er klassifizierte und dann mit gleich alten Ablagerungen in England, Frankreich und Belgien korrelierte. 1858 traf er sich auf Drängen Hugh Falconers in Abbeville mit dem Archäologen John Evans und reiste nach St. Acheul, von wo Boucher de Perthes den Fund von Feuerstein-Werkzeugen in den Kiesablagerungen des Somme-Tals gemeldet und so ein hohes Alter des Menschen postuliert hatte. Diese These war von den Archäologen seiner Zeit nicht ohne Zweifel angenommen worden. Zusammen mit Evans untersuchte Prestwich die Kiesgruben von St. Acheul und konnte die Beobachtungen von de Perthes bestätigen. Prestwichs Bericht zu dieser Sache wurde in den Proceedings of the Royal Society für 1859/1860 veröffentlicht. Auch wenn die wissenschaftliche Kontroverse um die Bedeutung dieser Funde noch lange andauerte, war doch die Bestätigung der Funde durch Prestwich und Evans ein wichtiger Meilenstein für die Erforschung der Menschheitsgeschichte.
Ab 1859 schrieb Prestwich mehrere Aufsätze über junge, nachpliozäne Quartärablagerungen, so etwa über den Löss von Südengland und Nordfrankreich und die Verbreitung eiszeitlicher Ablagerungen. Nach seinem Wechsel vom Weinhandel an den Lehrstuhl für Geologie nahm die Zahl seiner Veröffentlichungen deutlich zu. Neben vielen Aufsätzen – unter anderem über die geologischen Bedingungen für den Bau eines Kanaltunnels – veröffentlichte er 1886 und 1887 ein zweibändiges geologisches Lehrwerk mit dem Titel Geology, Chemical and Physical, Stratigraphical and Palaeontological. In Anbetracht seiner, noch 1893 geäußerten, Überzeugung, dass große Teile des atlantischen Westeuropa sowie der mediterranen Küstengebiete am Ende der jüngsten Eiszeit von gewaltigen Megatsunamis überflutet wurden, wobei diese Landstrecken teilweise tektonische Hebungen und Senkungen erfuhren, war Prestwich vermutlich der letzte bedeutende Vertreter katastrophistischer Vorstellungen in der Geologie des 19. Jahrhunderts.

## Ehrungen
Am 2. Juni 1853 wurde Prestwich als Mitglied („Fellow“) in die Royal Society gewählt und erhielt ihre Royal Medal im Jahr 1865 „für seine zahlreichen und wertvollen Beiträge zur Wissenschaft der Geologie und im Besonderen für seine Veröffentlichungen in den Philosophical Transactions zur allgemeinen Frage der Tieferlegung von Flüssen, und über die Oberflächenablagerungen in Frankreich und England, in denen menschliche Werke mit den Resten ausgestorbener Tiere zusammen vorkommen.“ war Prestwich von 1870 bis 1872 Präsident der Geological Society. 
1896 wurde er zum Knight Bachelor geschlagen.
Prestwich war auch außerhalb Englands wohlbekannt: er war eines der frühesten Mitglieder der Société géologique de France und wurde anlässlich ihres Treffens in Boulogne im Jahr 1880 zum Vorsitzenden des Treffens bestimmt. 1885 wurde er zum korrespondierenden Mitglied der Académie des Sciences sowie 1888 zum assoziierten Mitglied der Académie royale des Sciences, des Lettres et des Beaux-Arts de Belgique gewählt und war Mitglied zahlreicher anderer europäischer wie auch amerikanischer geologischer Organisationen. 1888 wurde er zum Vorsitzenden des Internationalen Geologischen Kongresses in London gewählt.
Die Prestwich Medal der Geological Society of London ist nach ihm benannt und gestiftet.

## Schriften (Auswahl)
Bücher
- A geological inquiry respecting the water-bearing strata of the country around London, with reference especially to the water-supply of the metropolis; and including some remarks on springs. London 1851 (Digitalisat).
- Geology. Chemical, Physical, and Stratigraphical. 2 Bände, Clarendon, Oxford 1886–1888 (Band 1, Band 2).

Zeitschriftenbeiträge
- On the geology of Coalbrook Dale. In: Transactions of the Geological Society of London. 2. Folge, Band 5, Teil 3, London 1840, S. 413–495 (Digitalisat).
- On the structure of the strata between the London clay and the chalk in the London and Hampshire tertiary systems. Part II. – The Woolwich and Reading Series. In: The Quarterly journal of the Geological Society of London. Band 10, 1854, S. 75–170 (Digitalisat, Separatdruck, doi:10.1144/GSL.JGS.1854.010.01-02.10).
- Theoretical considerations on the conditions under which the (drift) deposits containing the remains of extinct mammalia and flint implements were accumulated, and on their geological age. In: Philosophical Transactions of the Royal Society. Band 154, 1864, S. 247–309 (doi:10.1098/rstl.1864.0007, JSTOR:108870).
- On the geological conditions affecting the construction of a tunnel between England and France. In: Minutes of proceedings of the Institution of Civil Engineers, with abstracts of the discussions, Session 1873–74. – Part I. London 1874, S. 110–145 (Digitalisat).
  - = On the geological conditions affecting the construction of a tunnel between England and France. With an abstract of the discussion upon the paper. William Clowes and Sons, London 1874 (Digitalisat) – herausgegeben von James Forrest.
- Tables of temperatures of the sea at different depths beneath the surface, reduced and collated from the various observations made between the years 1749 and 1868, discussed. With map and sections. In: Philosophical Transactions of the Royal Society. Band 165, 1876, S. 587–674 (doi:10.1098/rstl.1875.0021, JSTOR:109161).
- The raised beaches, and ‘head’ or rubble-drift, of the south of England: their relation to the valley drifts and to the glacial period; and on a late post-glacial submergence. In: The Quarterly journal of the Geological Society of London. Band 48, 1892, S. 263–343 (doi:10.1144/GSL.JGS.1892.048.01-04.19, Digitalisat).
- On the evidences of a submergence of Western Europe, and of the Mediterranean coasts, at the close of the glacial or so-called post-glacial period, and immediately preceding the neolithic or recent period. In: Philosophical Transactions of the Royal Society of London A: Mathematical, Physical and Engineering Sciences. Band 184, 1893, S. 903–984 (doi:10.1098/rsta.1893.0018, JSTOR:90633).

Sonstige
- Report on the quantities of coal, wrought and unwrought, in the coalfields of Somersetshire and part of Gloucestershire. In: Report of the Commissioners appointed to inquire into the several matters relating to coal in the United Kingdom. Band 1, London 1871, S. 33–70 (Digitalisat).
- Report on the probabilities of finding coal in the south of England. In: Report of the Commissioners appointed to inquire into the several matters relating to coal in the United Kingdom. Band 1, London 1871, S. 146–178 (Digitalisat).